# Henry Wilcoxon
Henry Wilcoxon (Roseau, Dominica; 8 de septiembre de 1905-Los Ángeles, California; 6 de marzo de 1984) fue un actor británico, conocido por sus primeros papeles en muchos de los filmes de Cecil B. DeMille, además de  trabajar como productor asociado de DeMille.

## Biografía
Su verdadero nombre era Harry Frederick Wilcoxon, y nació en Roseau, Dominica. Su padre era Robert Stanley Wilcoxon (conocido como "Tan"), director del Republic Bank en Jamaica, y su madre Lurline Minuette Nunes, que había sido actriz teatral aficionada."

### Primeros años
Tenía Wilcoxon once meses de edad cuando su madre falleció súbitamente, decidiendo su padre mandarles a él y a su hermano Robert Owen de manera inmediata a Inglaterra. Al no poderse hacer cargo de su cuidado su abuela, se encargó de los niños una familia, siendo las condiciones en que vivieron pésimas. Tras descubrirse su situación, ni el padre ni la abuela quisieron encargarse de los niños, que finalmente fueron a un orfanato, acogiéndoles más adelante la familia Stewart, compuesta de varias hermanas solteras. Cuando Wilcoxon tenía diez años de edad, y su hermano siete, su padre los recogió y los llevó a vivir a Bridgetown, Barbados, donde él residía con su nueva esposa. 
Wilcoxon estudió en el Harrison College de Barbados, y a los 14 años de edad era campeón de buceo de Barbados y submarinista de pecios. En esa época fue enviado a estudiar al Woolmere College en Kingston, Jamaica, y finalizada la Primera Guerra Mundial a la Ashford School de Ashford, Inglaterra.

## Actuación
Tras completar su educación, Wilcoxon fue empleado por Joseph Rank, padre de J. Arthur Rank, antes de trabajar para los sastres de Bond Street Pope and Bradshaw. Mientras trabajaba en la sastrería, Wilcoxon solicitó la visa para ir a Estados Unidos a ganarse la vida como chófer, lo cual le fue denegado. Por ello, se dedicó al boxeo y a la actuación.

### Teatro
La primera actuación teatral de Wilcoxon fue en la obra de E. M. Dell The 100th Chance, uniéndose posteriormente a la compañía Birmingham Repertory Theatre, con la que hizo giras durante varios años interpretando papeles de todo tipo. Entre sus actuaciones cabe destacar la que hizo en una producción de la obra de Rudolph Besier The Barretts of Wimpole Street, representada en el Teatro Queen junto a Gwen Ffrangcon-Davies, Scott Sunderland y Cedric Hardwicke.

### Primeros trabajos para el cine
En 1930 Wilcoxon debutó en el cine actuando como "Larry Tindale" en The Perfect Lady, film al que siguió Self Made Lady, cinta en la que trabajó junto a Heather Angel y Louis Hayward. En 1932 actuó en una versión del film de 1929 The Flying Squad (basado en la novela de Edgar Wallace), y en el que tomaba el papel interpretado con anterioridad por John Longden. En total, trabajó en ocho películas en Inglaterra antes de 1934.
En 1933, mientras actuaba en la obra Eight Bells, un cazatalentos de Paramount Pictures organizó una prueba cuyo resultado llamó la atención del productor y director de Hollywood Cecil B. DeMille. Este decidió que Wilcoxon interpretara a Marco Antonio en el film Cleopatra, acompañando a Claudette Colbert, que interpretaba el papel del título.
A continuación a Wilcoxon le ofrecieron el papel de Ricardo I de Inglaterra en la producción de gran presupuesto de DeMille Las cruzadas (1935), en la que actuó junto a Loretta Young. El film fue un fracaso económico. Debido al poco éxito de Las cruzadas, la carrera de Wilcoxon se resintió. Aunque todavía protagonizó diferentes películas, la mayoría fue de serie B, como en el caso de The President's Mystery y Prison Nurse, producidas por Republic Pictures." Wilcoxon hizo el que consideraba su peor trabajo en Mysterious Mr. Moto (1938), en el mismo año en que rodó If I Were King y Five of a Kind, esta última basada en el caso de las quintillizas Dionne.

## Años bélicos
En 1936 Wilcoxon se casó con Sheila Garret Browning, aunque se divorció poco después. El 17 de diciembre de 1938 se casó con Joan Woodbury, una actriz que actuó en películas como Barnyard Follies, In Old Cheyenne y Brenda Starr, Reporter.
En 1941 Wilcoxon encarnó al Capitán Hardy, actuando junto a Laurence Olivier y Vivien Leigh, en el film de Alexander Korda That Hamilton Woman.
Cuando Estados Unidos entró en la Segunda Guerra Mundial, Wilcoxon se alistó en la Guardia Costera de Estados Unidos, sirviendo en el cuerpo hasta 1946 y alcanzando el empleo de teniente.
Durante su servicio en 1942 estrenó tres filmes, entre ellos La señora Miniver, el cual obtuvo un considerable éxito de público, así como seis Premios Oscar. Wilcoxon, en su papel del vicario, escribió y reescribió el sermón clave junto al director, William Wyler. Ese sermón tuvo tanto éxito que fue utilizado en esencia por el presidente Franklin D. Roosevelt como herramienta para fortalecer la moral, y fue la base de los folletos impresos en varias lenguas y lanzados sobre el enemigo en los territorios ocupados.
Tras finalizar su servicio, Wilcoxon retomó su relación con Cecil B. DeMille rodando Unconquered, tras lo cual fue Sir Lancelot en A Connecticut Yankee in King Arthur's Court, un musical basado en la novela de Mark Twain y protagonizado por Bing Crosby en el papel del título. 
En 1949 trabajó en la producción de DeMille Sansón y Dalila. Para colaborar en la distribución de la película, DeMille organize una gira de Wilcoxon dando conferencias sobre la cinta y su desarrollo por 41 ciudades de los Estados Unidos y Canadá. Sin embargo, tras la decimocuarta ciudad Wilcoxon enfermó de una neumonía, (realmente una tuberculosis), y la gira la completó Richard Condon y el relaciones públicas de Ringling Brothers Frank Braden, que también enfermó en Minneapolis. Condon finalizó la gira en octubre de 1949, momento del estreno del film. Wilcoxon, mientras tanto, había vuelto a Inglaterra con un contrato para actuar en The Miniver Story (1950), secuela de La señora Miniver (1942) en la cual volvió a interpretar al vicario.

## Últimos años como productor y actor televisivo
A finales de la década de 1940 varios jóvenes actores solicitaron a Wilcoxon y a Joan Woodbury que formaran un grupo teatral, el cual acabó llamándose 'los Wilcoxon Players'. El matrimonio transformó parte de su domicilio en un escenario teatral. En las obras producidas por el grupo actuaron intérpretes como Larry Parks y Corinne Calvet, y pronto el "Wilcoxon Group Players Annual Nativity Play" acabó representándose en el Miles Playhouse de Santa Mónica (California). El grupo fue galardonado en 1956 por la American Cancer Society con la concesión de una Mención al Mérito.  
Wilcoxon hizo un pequeño pero importante papel en la producción de 1952 de DeMille El mayor espectáculo del mundo, film en el cual también fue productor asociado, colaborando en la consecución del Oscar a la mejor película. También fue productor asociado y actor, encarnando a Pentaur, el capitán de la guardia del faraón, en la película de DeMille Los diez mandamientos (1956). Wilcoxon fue productor en solitario de la película de 1958 The Buccaneer (Los bucaneros), una versión de la cinta rodada por DeMille en 1938, la cual DeMille solo supervisó, dada su mala salud, y que fue dirigida por Anthony Quinn.
Tras fallecer DeMille, Wilcoxon hizo un considerable trabajo de preproducción para rodar un film basado en la vida de Robert Baden-Powell, fundador del movimiento Boy Scout, proyecto que DeMille había dejado inacabado, pero que finalmente se abandonó.
Tras unos tres o cuatro años relativamente inactivos, Wilcoxon tuvo un encuentro casual con el actor Charlton Heston y el director Franklin Schaffner en Universal Studios, una reunión de la cual resultó su actuación en El señor de la guerra (1965), proyecto por el cual hubo de hacer de nuevo una gira promocional visitando un total de 21 ciudades.
Wilcoxon fue coproductor de un homenaje a Cecil B. DeMille de 90 minutos de duración televisado por la NBC" y titulado The World's Greatest Showman: The Legend of Cecil B. DeMille (1963). En la inauguración del Teatro DeMille en Nueva York produjo un corto que, según el crítico Don Miller, era mucho mejor que el homenaje de 90 minutos.
En sus últimas dos décadas de vida trabajó esporádicamente y aceptó pequeños papeles en diferentes producciones televisivas y cinematográficas. Así, fue artista invitado en shows como Daniel Boone, Perry Mason, I Spy, It Takes a Thief, Wild Wild West, Gunsmoke, Cimarron Strip, Cagney & Lacey, The Big Valley, Private Benjamin y Marcus Welby, M. D., y entre sus pequeños trabajos para el cine destaca el de Pickering en la comedia de 1980 Caddyshack.
Wilcoxon fue pintor y fotógrafo aficionado, cuyo trabajo se exhibió por lo menos en una ocasión en Londres. Además fue un ávido coleccionista de antigüedades y un experto aviador. Con su esposa Joan Woodbury tuvo tres hijas: Wendy Joan, Heather Ann y Cecilia Dawn.
Henry Wilcoxon falleció en 1984 en Los Ángeles, California, a causa de un cáncer y un fallo cardiaco. Sus restos fueron incinerados, y las cenizas entregadas a los allegados.
A Wilcoxon se le concedió una estrella en el paseo de la fama de Hollywood, en el 6256 de Hollywood Boulevard, por su actividad cinematográfica.

## Filmografía parcial
- The Flying Squad (1932)
- Lord of the Manor (1933)
- Cleopatra (1934)
- Princess Charming (1934)
- Las cruzadas (1935)
- The Last of the Mohicans (1936)
- A Woman Alone (1936)
- Almas en el mar (Souls at sea) (1937)
- If I Were King (Si yo fuera rey) (1938)
- Mysterious Mr. Moto (1938)
- Tarzan Finds a Son! (Tarzán y su hijo) (1939)
- Mystery Sea Raider (1940)
- Free, Blonde and 21 (1940)
- That Hamilton Woman (Lady Hamilton) (1941)
- Scotland Yard (1941)
- The Corsican Brothers (Justicia Corsa) (1941)
- La señora Miniver (1942)
- Unconquered (Los inconquistables) (1947)
- A Connecticut Yankee in King Arthur's Court (Un yanki en la corte del rey Arturo) (1949)
- Sansón y Dalila (1949)
- The Miniver Story (1950)
- El mayor espectáculo del mundo (1952)
- Scaramouche (1952)
- Los diez mandamientos (1956)
- El señor de la guerra (1965)
- The Private Navy of Sgt. O'Farrell (Cerveza para todos) (1968)
- Man in the Wilderness (El hombre de una tierra salvaje) (1971)
- Against a Crooked Sky (1975)
- When Every Day Was the Fourth of July (1978)
- F. I. S. T. (1978)
- Caddyshack (1980)